# Claude Haumont
 (septembre 2021).
La mise en forme du texte ne suit pas les recommandations de Wikipédia : il faut le « wikifier ».
Les points d'amélioration suivants sont les cas les plus fréquents. Le détail des points à revoir est peut-être précisé sur la page de discussion.
- Les titres sont pré-formatés par le logiciel. Ils ne sont ni en capitales, ni en gras.
- Le texte ne doit pas être écrit en capitales (les noms de famille non plus), ni en gras, ni en italique, ni en « petit »…
- Le gras n'est utilisé que pour surligner le titre de l'article dans l'introduction, une seule fois.
- L'italique est rarement utilisé : mots en langue étrangère, titres d'œuvres, noms de bateaux, etc.
- Les citations ne sont pas en italique mais en corps de texte normal. Elles sont entourées par des guillemets français : « et ».
- Les listes à puces sont à éviter, des paragraphes rédigés étant largement préférés. Les tableaux sont à réserver à la présentation de données structurées (résultats, etc.).
- Les appels de note de bas de page (petits chiffres en exposant, introduits par l'outil «  Source ») sont à placer entre la fin de phrase et le point final[comme ça].
- Les liens internes (vers d'autres articles de Wikipédia) sont à choisir avec parcimonie. Créez des liens vers des articles approfondissant le sujet. Les termes génériques sans rapport avec le sujet sont à éviter, ainsi que les répétitions de liens vers un même terme.
- Les liens externes sont à placer uniquement dans une section « Liens externes », à la fin de l'article. Ces liens sont à choisir avec parcimonie suivant les règles définies. Si un lien sert de source à l'article, son insertion dans le texte est à faire par les notes de bas de page.
- La présentation des références doit suivre les conventions bibliographiques. Il est recommandé d'utiliser les modèles {{Ouvrage}}, {{Chapitre}}, {{Article}}, {{Lien web}} et/ou {{Bibliographie}}. Le mode d'édition visuel peut mettre en forme automatiquement les références.
- Insérer une infobox (cadre d'informations à droite) n'est pas obligatoire pour parachever la mise en page.

Pour une aide détaillée, merci de consulter Aide:Wikification.
Si vous pensez que ces points ont été résolus, vous pouvez retirer ce bandeau et améliorer la mise en forme d'un autre article.
Claude Haumont est un écrivain, poète et plasticien belge né à Jemappes le 21 juin 1936 et mort à Bruxelles en octobre 2009.

## Biographie
Après des humanités gréco-latines à l’Athénée de Charleroi, Claude Haumont entreprend des études universitaires en médecine et en psychologie à Liège, Bruxelles et Genève, cursus qu’il ne termine pas.
Durant un séjour dans le Haut Valais pour peindre et écrire, il rencontre Jean Amrouche. La Kabylie et sa culture sont et resteront chères à son cœur. Il fait son service militaire en Allemagne dans une base de missiles sol-air.
De retour en Belgique, il est engagé en 1964 chez Marabout où il collabore à l’Encyclopédie des Jeunes, au Dictionnaire de la Médecine, ainsi qu’à la collection Science-fiction (pour laquelle il rédigera de nombreuses notes de lecture). Il y délaisse rapidement un poste à plein temps, préférant les contributions occasionnelles.
Déterminante, sa rencontre avec Achille Chavée en 1965 coïncide avec celle d’Armand Simon. Il devient un adepte du « hasard objectif » cher à André Breton. Toujours en 1965, il intègre les Artistes de Thudinie ; il restera un collaborateur fidèle du fondateur de cette association, Roger Foulon, et de sa revue Le Spantole.
Outre l’ébauche d’une carrière de parolier (certaines de ses chansons ont été mises en musique), il suit trois carrières parallèles : Peintre, Claude Haumont expose régulièrement avec d’autres artistes : à Thuin, Lobbes, Aulne, Charleroi, Mons, Bruxelles, Détroit (USA), Atlanta (USA)… Ses premières expositions individuelles se déroulent dans des galeries publiques à La Louvière en 1990 et 1996. Il expose en 1991 à la galerie Échancrure d’Uccle, tenue par Jean-Claude Delaude qui meurt avant d’avoir pu lancer celui qu’il considérait comme son poulain.
Vulgarisateur, il fait paraître de nombreux ouvrages à visée scientifique aux éditions Marabout Flash (sur l’homéopathie, l’acupuncture, les médecines naturelles, les vitamines naturelles, la contraception…, ainsi qu’une traduction d’un livre sur le jeu de Go). Il collabore ensuite avec l’éditeur suisse Pierre-Marcel Favre, publiant chez lui Tout savoir sur l’eau en 1989.
Écrivain, il rédige des nouvelles restées inédites – certaines pour enfants – et tente en vain de boucler un roman. Il s’essaye au théâtre, rédigeant un petit acte intitulé Le Piano carnivore ainsi que des saynètes inspirées de Thomas Bernhard. C’est dans la poésie, et plus spécifiquement dans la prose poétique qu’il réussit à percer. Parus au Daily Bul, son Hors venu et son Trom marquent les esprits. Il obtient le prix Charles Plisnier en 1993 pour Le Hors venu. Vers 1995, il réalise un livre artisanal, L’Herbe sévère, en compilant les plus réussis de ses poèmes octosyllabiques et en y adjoignant d’autres écrits pour l’occasion. Il publie l'année suivante Pour une enfance abandonnée.... Ce poète prolifique laisse des centaines d’inédits conservés aux Archives et Musée de la Littérature (AML).
Artiste complexe, Claude Haumont fit preuve d’une inlassable curiosité. Sa poésie présente des accents surréalistes tout en demeurant ancrée dans le réel, les souvenirs d’enfance et l’intertextualité. Le mélange de tragique et de comique qui marque ses écrits le rapproche d’Henri Michaux qu’il admirait beaucoup.

## Œuvres poétiques
- Le Hors venu, Le Daily-Bul (1974)
- L’enseignement de Tchao-Tchan, Le Daily-Bul (1980 ; faussement présenté comme une traduction)
- Trom, Le Daily-Bul (1982)
- Médiums (1984 ; avec des estampes de Gabriel Belgeonne)
- Le Hors venu (II, III et Travelling), L’arbre à paroles-Editions du Noroit (1993)
- Sédiment, L’arbre à paroles (1994)
- L’heure leurre, L’arbre à paroles (1994)
- Pour une enfance inachevée…, L’arbre à paroles (1996)[5],[6]
- C’est le diable s’il fait beau, L’arbre à paroles (1998)
- L’emporte-pièce, L’arbre à paroles (2000)[7]
- Cent poèmes d'amour, Edition SAMSA, 2023 - préface de Vincent Radermecker

## Ouvrages de vulgarisation
- Trésors du Val de Loire, Marabout (sous le pseudonyme de Claude Vinclair ; 1967)
- L’ABC de la contraception, Marabout (1974 ; premier livre de poche sur la contraception ; traduit en espagnol)
- Découvrir la Belgique romane (1975 ; en collaboration avec Pierre-Jean Foulon)[8]
- L’Homéopathie, Marabout (1975)
- L’Acupuncture, Marabout (1975 ; traduit en italien aux Ed. A. Salani en 1977)
- Les Médecines naturelles, Marabout (1975)
- Les Vitamines naturelles, Marabout (1975)
- Le Guide du go, Marabout (1976 ; en collaboration avec P.-R. Rochat)
- Dictionnaire de l’homéopathie, Marabout (1979)
- Les prénoms, un choix pour la vie, Marabout (sous le pseudonyme de Claude Mercier ; 1979)
- Le Guide Marabout de la relaxation et de la sophrologie (1980 ; traduit en espagnol aux Ed. Mensajero en 1980)
- Rhumatismes, Marabout (1982)
- Tout savoir sur l’eau, Pierre-Marcel Favre, (1989)
- Propos inconséquents sur le bleu dans les sciences et alentours, Tandem, (2001)

## Prix
- prix Charles Plisnier 1993 pour Le Hors venu